# G. Varalakshmi

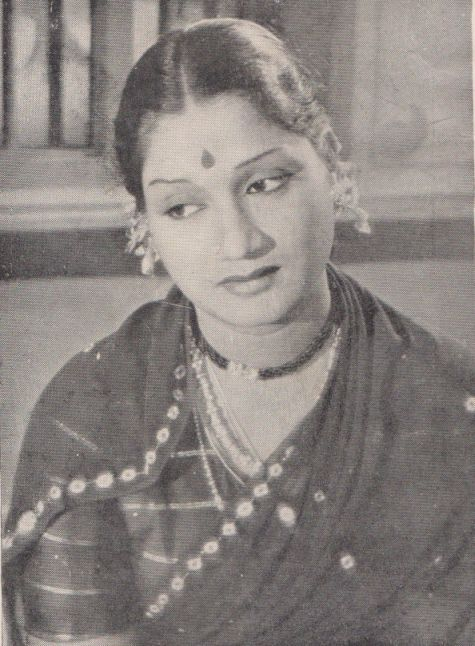
G. Varalakshmi

G. Varalakshmi (Garikipati Varalakshmi; Telugu: జి.వరలక్ష్మి; * 27. September 1926 in Ongole; † 26. November 2006 in Chennai, Tamil Nadu) war eine indische Schauspielerin, Sängerin und Filmproduzentin. Sie spielte im tamilischen und Telugu-Film.

## Leben
Varalakshmi stammte aus dem im heutigen Andhra Pradesh gelegenen Ort Ongole. Im Alter von elf Jahren lief sie von zuhause weg nach Vijayawada und schloss sich Theatertruppen an. Sie trat mit den Truppen von Tungala Chalapathi Rao und Dasari Kotiratnam auf und spielte unter anderem die Rolle der Radha in dem – 1934/35 mit Chalapathi und Kotiratnam auf Tamilisch und Telugu verfilmten – Stücke Sakkubai und Prabhavati in Rangoon Rowdy.
Varalakshmi hatte ihr Filmdebüt 1940 in H. M. Reddys Film Barrister Parvatisham, in dem auch der spätere Filmproduzent und -regisseur L. V. Prasad auftrat. 1943 heiratete sie den Schauspieler K. S. Prakash Rao. Sie ging nach Bombay und sang als Backgroundsängerin für Naushad, doch kehrte bereits 1946 wegen Erfolglosigkeit zurück in die südindische Filmindustrie. Varalakshmi arbeitet unter der Regie L. V. Prasads in Drohi (1948), dem ersten von ihrem Mann und ihr produzierten Film, der auch ihre Karriere beflügelte. In den 1950er und 60er Jahren übernahm sie Haupt- und Charakterrollen in Telugu- und tamilischen Filmen. Sie spielte sowohl gemeinsam mit ihrem Mann als auch mit den tamilischen Stars M. G. Ramachandran, u. a. in Gul-e-Bakavali (1955), und Sivaji Ganesan in Naan Petra Selvan (1956).
In dem von ihr geschriebenen und produzierten Telugu-Film Moogajeevulu (1968) war sie Darsteller und führte selbst Regie. G. Varalakshmi spielte in mindestens 94 Filmen. Nach 1980 zog sie sich von der Filmarbeit zurück.

## Filmografie (Auswahl)
- 1941: Dakshayagnam
- 1948: Drohi
- 1950: Swapna Sundari
- 1951: Nirdoshi/Niraparadhi
- 1952: Pelli Chesi Choodu/Kalyanam Panni Paar
- 1953: Kanna Talli/Petrathai
- 1957: Karpurakarasi
- 1962: Kulagothralu
- 1978: Gorantha Deepam